# 罗伯特·罗森
罗伯特·罗森（英語：Robert Rossen，1908年3月16日—1966年2月18日），美国编剧、电影导演和制片人，其电影生涯横跨了将近三十年。罗森在华纳的电影主要描述工人、歹徒和敲诈勒索者的生活状况，反对法西斯主义。他写道，在他的作品中，野心和对成功的渴望是经常的主题。他的电影往往表现女性角色的坚强。他所有的剧本都是改编的，除了三个是基于真实事件。瓦利斯负责华纳时，他认为一些最好的电影是罗森编剧的。